# East Witton Out
East Witton Out/East Witton Without var en civil parish från 1866 till 2003 då den blev en del av East Witton, i grevskapet North Yorkshire, i England. Civil parish var belägen 7 km från Leyburn och hade 62 invånare år 1971.